# إماراتيون أمريكيون
الأمريكيون الإماراتيون (بالإنجليزية: Emirati Americans)‏ هم أمريكيون لديهم جذور وأصل ونسب من الإمارات العربية المتحدة .

## التركيبة السكانية
يوجد أكثر من ثمانية عشر ألف مواطن إماراتي في الولايات المتحدة، الغالبية الكبري منهم طلاب يتابعون تعليمهم في مختلف الجامعات والمعاهد.   وفقًا لتقرير صادر عن معهد التعليم الدولي ، كان هناك أكثر من 1.200 إماراتي يعيشون ويدرسون في الجامعات الأمريكية خلال العام الدراسي (من 2008إلي 2009).   وقد مثلت هذه الزيادة قفزت بنسبة 24 بالمائة عن السنة السابقة، وعكست الاتجاه المتزايد للطلاب الإماراتيين لاختيار الولايات المتحدة كقاعدة للتعليم العالي. 
ومن بين هذه الأرقام، كان ستون في المائة من الطلاب الجامعيين، وسبعة عشر% من طلاب الدراسات العليا، واحد % يدرسون على مستوى غير درجة علمية (اللغة الإنجليزية وغيرها من التدريب قصير الأمد أو برنامج غير درجة علمية). وواصل 2% آخرون التدريب العملي الاختياري بعد انتهاء دوراتهم الأكاديمية.  نفذت حكومة الإمارات العربية المتحدة مجموعة واسعة من الخدمات للمواطنين الإماراتيين في الولايات المتحدة، وغالباً ما تكون في شكل دعم مالي وتمويل. وتشير التقديرات إلى أن عدد المهاجرين إلى الإمارات العربية المتحدة صغير للغاية، ويرجع ذلك أساسًا إلى أن الإمارات العربية المتحدة توفر لهم مزايا رعاية اجتماعية أكثر من كافية، مما يلغي الحاجة إلى العيش والعمل في بلدان متقدمة أخرى.  وقد حصل بعض الإماراتيين المقيمين منذ فترة طويلة في الولايات المتحدة على الجنسية الأمريكية على مر السنين. 
تظل الولايات المتحدة واحدة من الوجهات الأكثر شعبية للطلاب الإماراتيين.  اعتبارًا من العام الدراسي (2012-2013)، كان هناك أكثر من 2.250 طالبًا من دولة الإمارات العربية المتحدة يدرسون في الولايات المتحدة. 